# Isabella Stewart-Gardner Museum
L'Isabella Stewart Gardner Museum è un museo che si trova a Boston, nel Massachusetts.
Nel 1896, Isabella Stewart Gardner incaricò l'architetto Willard T. Sears di progettare una casa-museo per ospitare le sue notevoli raccolte di arte europea ed asiatica. Attorno a un cortile in stile veneziano creò un ambiente ispirato al Rinascimento italiano, con la consulenza anche dei suoi principali fornitori, come il fiorentino Stefano Bardini.
Possiede una collezione di più di 2.500 opere di arte europea, asiatica e americana, compresi dipinti, sculture, arazzi e arti decorative.

## Il furto del 1990
Il 18 marzo del 1990 due uomini vestiti da poliziotti accedettero al museo, riuscendo poi a immobilizzare il personale di sicurezza e a trafugare 13 opere, tra cui alcuni schizzi di Manet e Degas, tre dipinti di Rembrandt (uno poi attribuito ad altro artista) e il Concerto a tre di Vermeer, oltre ad alcuni oggetti minori. In quello che fu poi definito come il "più grave reato contro la proprietà negli Stati Uniti", vennero complessivamente sottratti beni per un valore record di 500 milioni di dollari, con l'opera di Vermeer da sola stimata 200, il valore più alto per un dipinto trafugato. 
L'FBI è riuscita a risalire ad alcuni movimenti della refurtiva, fino ad un'asta tenutasi a Boston nei primi anni duemila in cui sarebbero passati alcuni pezzi, ma i tentativi di recuperare le opere si sono finora rivelati infruttuosi, sebbene esista una taglia di 10 milioni di dollari.

## Opere principali
Beato Angelico
- Morte e Assunzione della Vergine, 1434 circa

Sandro Botticelli
- Madonna dell'eucaristia, 1470 circa
- Storie di Lucrezia, 1498 circa

Benvenuto Cellini
- Busto di Bindo Altoviti, 1550 circa

Carlo Crivelli
- San Giorgio che uccide il drago, 1470

Giotto
- Presentazione di Gesù al Tempio, 1320-1325 circa

Michelangelo Buonarroti
- Pietà per Vittoria Colonna, 1545 circa

Piero della Francesca
- Ercole, dopo il 1465

Raffaello
- Pietà, 1503-1505 circa
- Ritratto di Fedra Inghirami, 1514-1516 circa

Tiziano Vecellio
- Ratto di Europa

Jan Vermeer
- Concerto a tre, 1665-1666 circa (trafugato)

Rembrandt
- Dama e gentiluomo in nero, 1633 circa (trafugato)